# Cantone di Châteaurenard
Il Cantone di Châteaurenard è una divisione amministrativa dell'arrondissement di Arles.
A seguito della riforma approvata con decreto del 18 febbraio 2014, che ha avuto attuazione dopo le elezioni dipartimentali del 2015, è passato da 6 a 15 comuni.

## Composizione
I 6 comuni facenti parte prima della riforma del 2014 erano:
- Barbentane
- Châteaurenard
- Eyragues
- Graveson
- Noves
- Rognonas

Dal 2015 i comuni appartenenti al cantone sono i seguenti 15:
- Barbentane
- Boulbon
- Cabannes
- Châteaurenard
- Eyragues
- Graveson
- Maillane
- Saint-Pierre-de-Mézoargues
- Mollégès
- Noves
- Plan-d'Orgon
- Rognonas
- Saint-Andiol
- Tarascona
- Verquières